# Sunder Nix
Sunder L. Nix (Birmingham, 2 de dezembro de 1961) é um ex-atleta e campeão olímpico norte-americano.
Depois de ganhar uma medalha de bronze nos 400 m no inaugural Campeonato Mundial de Atletismo de 1983 em Helsinque, conquistou a medalha de ouro olímpica em Los Angeles 1984 integrando o revezamento 4x400 m junto com Alonzo Babers, Ray Armstead e Antonio McKay.  Após encerrar a carreira formou-se pela Universidade de Indiana e tornou-se técnico de atletismo da Ball State University.